# Familia Cantemir

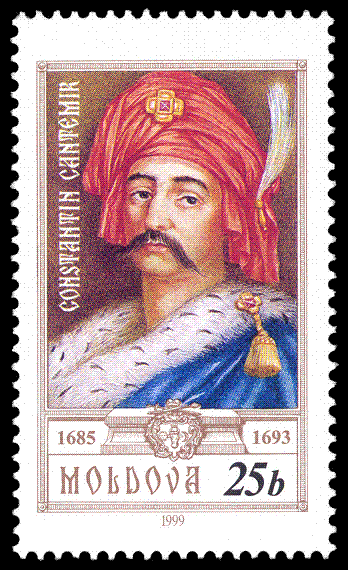
Constantin Cantemir - portret pe un timbru poștal din Republica Moldova

Familia Cantemir este o familie de boieri, cu rol politic in istoria Moldovei. Cei mai importanți membri ai aceste familii au fost:

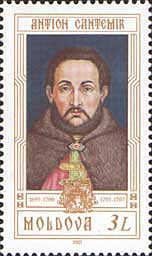
Antioh Cantemir - portret pe un timbru poștal din Republica Moldova

Constantin Cantemir, domn al Moldovei (1685-1693), tutelat de marea boierime. A pedepsit cu moartea pe Miron Costin, cronicarul acuzat de „hiclenie”.
Antioh Cantemir, domn al Moldovei (1695-1700 și 1705-1707), fiul lui Constantin Cantemir. A încercat să reglementeze fiscalitatea și s-a apropiat de Rusia în vederea luptei antiotomane.
Dimitrie Cantemir(1673-1723, n. Iași), cărturar umanist, domn al Moldovei (mart. - apr. 1693, 1710-1711). Este fiul lui Constantin Cantemir și frate cu Antioh. A încercat să recâștige independența Moldovei, încheind o alianță cu Petru I, Țarul Rusiei. După înfrângerea armatelor ruso-moldovene la Stănilești(1711), s-a refugiat în Rusia, unde a devenit consilier al lui Petru I. După domnia lui Dimitrie Cantemir începe epoca fanariotă. 

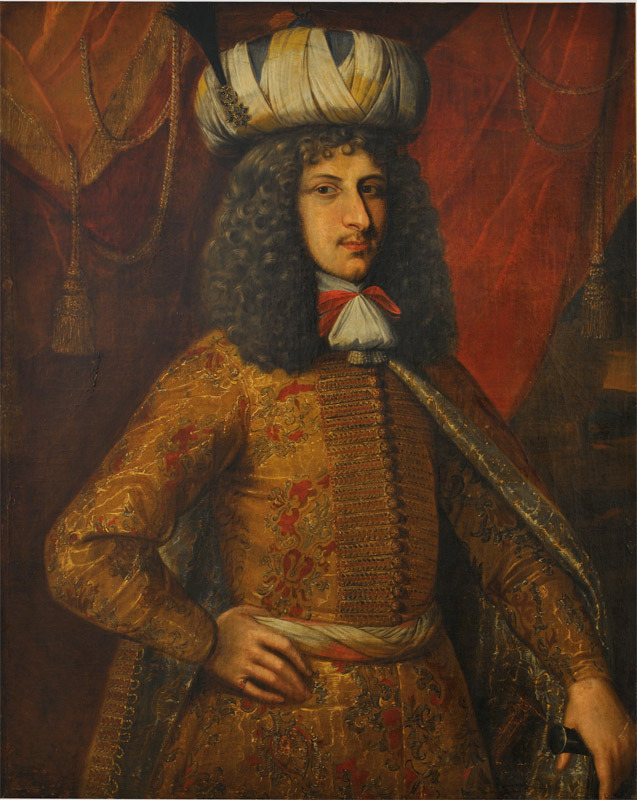
Dimitrie Cantemir

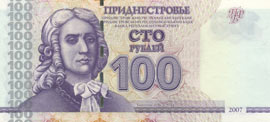
Portretul lui Dimitrie Cantemir pe o bancnotă de 100 de transnistrene ruble din 2007

În 1714 este ales membru al Academiei din Berlin. Personalitate prodigioasă, cu preocupări enciclopedice, poliglot, comparabil cu umaniștii Renașterii, a lansat lucrări de istorie (Incrementa atque decrementa aulae othomanicae, operă de răsunet european, Hronicul vechimii a romano-moldo-vlahilor, în care demonstrează romanitatea poporului român, unitatea de origine si de limbă, continuitatea lui pe teritoriul vechii Dacii), geografie (Descriptio Moldaviae, însotită de o remarcabilă hartă), orientalistică, muzicografie. Este unul dintre ctitorii beletristicii românești, prin Divanul sau Gîlceava înțeleptului cu lumea, pe tema medievală a disputei dintre suflet și trup, și mai ales prin Istoria ieroglifică, roman cu cheie în care se îmbină satira savantă cu utilizarea umoristică a erudiției. Autor al unor scrieri filozofice de factură precumpănitor scolastică (Icoana de nezugrăvit a științei sacrosancte); ulterior, o gândire mai accentuat umanistă și raționalistă, influențată de stoicism și neoaristotelism.
Antioh Cantemir (1708-1744), scriitor iluminist și diplomat rus. Este fiul lui Dimitrie Cantemir și unul dintre inițiatorii clasicismului in literatura rusă. El a reușit sa produca satire (Minții mele sau celor ce iubesc știința), tratate filozofice (Scrisori despre cultură și om), ode, fabule, epopeea eroică Petrida.

## Stema lui Dimitrie Cantemir
Stema lui Dimitrie Cantemir, redată în mai multe surse, precum în Hronicul vechimei a romano-moldo-valahilor, este reprezentată, în mare parte din cazuri, sub forma unui scut sfertuit. În primul cartier se află capul de bour al Moldovei, cu o stea cu șase colțuri între coarne, alături de însemnele domnești, buzduganul și spada dispuse în cruce.

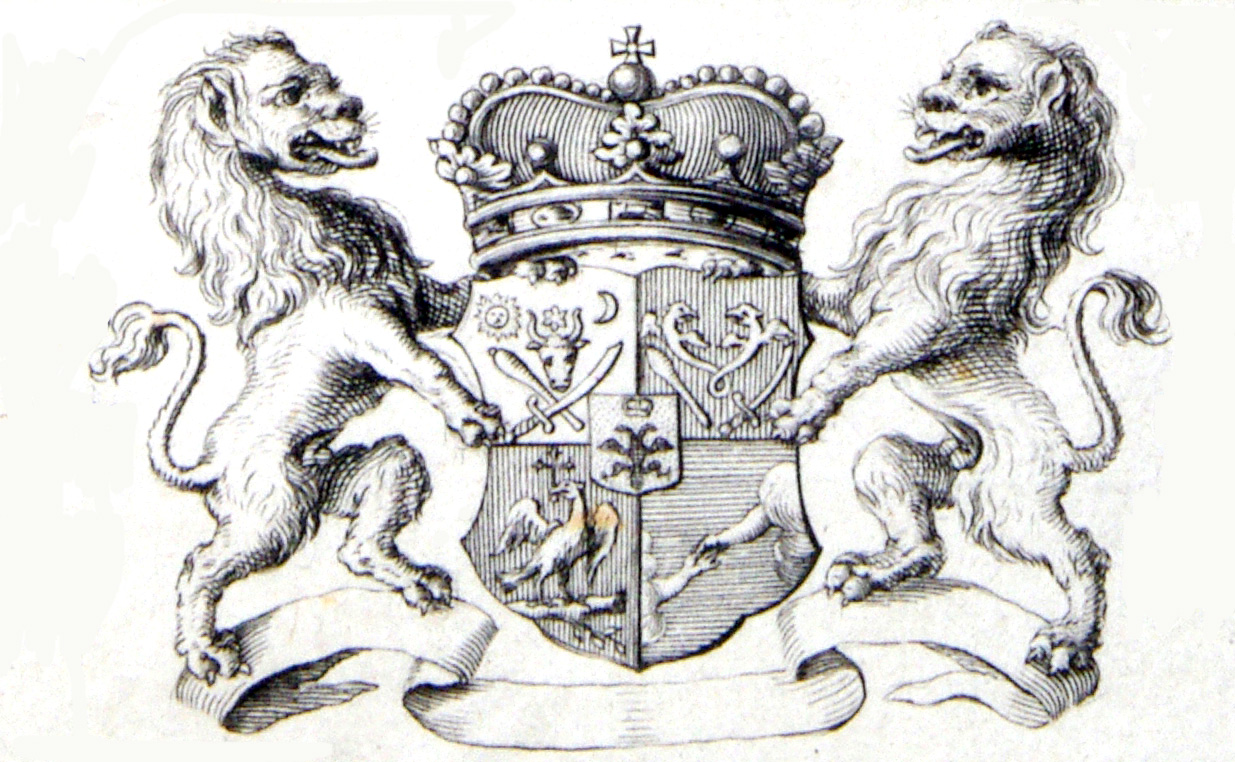
Stema de principe rus a lui Dimitrie Cantemir

Figurile din al doilea cartier reprezintă, fără îndoială, armele familiei Cantemir, fiind, cel mai probabil, preluate dintr-o veche emblemă sigilară: doi șerpi înaripați, dispuși frontal și formați într-un oval prin încrucișarea cozilor, sub aceștia aflându-se un sceptru și o spadă încrucișate, tot însemne ale domniei. Cel de-al treilea cartier cuprinde armele Țării Românești, acvila cruciată, reprezentând arme de pretențiune, care exprimau aspirațiile Cantemiriștilor la tronul Valahiei. În al patrulea cartier sunt prezente două mâini care se strâng, în rotație oblică, fiecare ieșind dintr-un nor. Acest element își are originea în heraldica medievală franceză, fiind cunoscut sub numele de credință (lat. fides, fr. foi), interpretat inițial ca o aluzie la angajamentul feudal. În simbolistica epocii moderne, același simbol a fost reinterpretat ca reprezentând solidaritatea și fraternitatea. În cazul stemei lui Dimitrie Cantemir, prezența acestui simbol poate fi văzută ca o referință la alianța politică și prietenia personală cu țarul Petru I al Rusiei. Ultimele trei cartiere menționate (al doilea, al treilea și al patrulea) i-au fost conferite de Petru cel Mare lui Dimitrie Cantemir, aflat în exil după înfrângerea de la Stănilești, din anul 1711. Acestea au fost ulterior integrate în stema familiei domnitoare a Cantemiriștilor.
Chiar dacă Dimitrie Cantemir devine, într-un timp relativ scurt, principe rus cu un rang foarte înalt, diploma de înnobilare cu blazon i-a fost acordată abia mai târziu, cel mai probabil spre sfârșitul vieții sale, între anii 1721–1723, când a fost numit senator și consilier de taină în problemele politicii orientale ale țarului Petru I, însă, din păcate, această diplomă nu s-a păstrat. Totuși, ceea ce face ca armoariile rusești ale lui Dimitrie Cantemir să fie originale este faptul că ele păstrează simboluri românești, specifice perioadei în care acesta era domn al Moldovei. Unele dintre aceste simboluri au fost preluate direct în noul blazon primit în Rusia. Acest lucru arată că stema nu a fost creată doar de funcționarii ruși, ci că a fost realizată după indicațiile lui Cantemir, care a dorit să includă însemne deja utilizate în stemele sale anterioare.